# Giochi della solidarietà islamica 2017
I Giochi della solidarietà islamica 2017 si sono svolti a Baku, in Azerbaigian, dal 12 al 22 maggio 2017.

## Paesi partecipanti
Tutti e 56 i Paesi membri della Islamic Solidarity Sports Federation (ISSF) avrebbero dovuto partecipato ai Giochi. Tuttavia, a causa della sospensione del Comitato Olimpico del Kuwait, gli atleti del Kuwait erano inizialmente accreditati dalla ISSF come indipendenti. Questi, insieme agli atleti provenienti da Libia e Sudan, si ritirarono prima dell'apertura ufficiale dei Giochi.
- Afghanistan
- Albania
- Algeria
- Azerbaigian
- Bahrein
- Bangladesh
- Benin
- Brunei
- Burkina Faso
- Camerun
- Ciad
- Comore
- Gibuti
- Egitto

- Gabon
- Gambia
- Guinea
- Guinea-Bissau
- Guyana
- Kuwait (Atleti della ISSF Indipendenti)
- Indonesia
- Iran
- Iraq
- Costa d'Avorio
- Giordania
- Kazakistan
- Kirghizistan

- Libano
- Libia
- Malaysia
- Maldive
- Mali
- Mauritania
- Marocco
- Mozambico
- Niger
- Nigeria
- Oman
- Pakistan
- Palestina
- Qatar

- Arabia Saudita
- Senegal
- Sierra Leone
- Somalia
- Sudan
- Suriname
- Siria
- Tagikistan
- Togo
- Tunisia
- Turchia
- Turkmenistan
- Uganda
- Emirati Arabi Uniti
- Uzbekistan
- Yemen

## Discipline
Gli sport previsti sono stati complessivamente 21:
- Sport acquatici:
  -  Nuoto (dettagli)
  -  Pallanuoto (dettagli)
  -  Tuffi (dettagli)
- Atletica leggera (dettagli)
- Calcio (dettagli)
- Ginnastica artistica (dettagli)
- Ginnastica ritmica (dettagli)
- Judo (dettagli)
- Karate (dettagli)
- Lotta (dettagli)
- Pallacanestro (dettagli)
- Pallamano (dettagli)
- Pallavolo (dettagli)
- Pugilato (dettagli)
- Sollevamento pesi (dettagli)
- Taekwondo (dettagli)
- Tennis (dettagli)
- Tennistavolo (dettagli)
- Tiro a segno (dettagli)
- Wushu (dettagli)
- Varzesh-e Pahlavani (dettagli)

## Medagliere
| Posiz. | Nazione             | Oro | Argento | Bronzo | Totale |
| ------ | ------------------- | --- | ------- | ------ | ------ |
| 1      | Azerbaigian         | 75  | 50      | 37     | 162    |
| 2      | Turchia             | 70  | 68      | 57     | 195    |
| 3      | Iran                | 39  | 26      | 33     | 98     |
| 4      | Uzbekistan          | 15  | 17      | 31     | 63     |
| 5      | Bahrein             | 12  | 5       | 4      | 21     |
| 6      | Algeria             | 7   | 12      | 21     | 40     |
| 7      | Marocco             | 7   | 5       | 15     | 27     |
| 8      | Indonesia           | 6   | 29      | 23     | 58     |
| 9      | Egitto              | 6   | 5       | 7      | 18     |
| 10     | Kirghizistan        | 4   | 5       | 8      | 17     |
| 11     | Arabia Saudita      | 4   | 1       | 6      | 11     |
| 12     | Giordania           | 3   | 1       | 11     | 15     |
| 13     | Iraq                | 2   | 7       | 5      | 14     |
| 14     | Kazakistan          | 2   | 5       | 12     | 19     |
| 15     | Turkmenistan        | 2   | 4       | 7      | 13     |
| 16     | Qatar               | 2   | 3       | 7      | 12     |
| 17     | Nigeria             | 2   | 3       | 1      | 6      |
| 18     | Siria               | 2   | 2       | 6      | 10     |
| 19     | Tunisia             | 1   | 3       | 8      | 12     |
| 20     | Camerun             | 1   | 2       | 6      | 9      |
| 21     | Bangladesh          | 1   | 1       | 1      | 3      |
| 21     | Senegal             | 1   | 1       | 1      | 3      |
| 23     | Gambia              | 1   | 1       | 0      | 2      |
| 24     | Benin               | 1   | 0       | 1      | 2      |
| 24     | Guinea-Bissau       | 1   | 0       | 1      | 2      |
| 24     | Mozambico           | 1   | 0       | 1      | 2      |
| 27     | Pakistan            | 0   | 3       | 9      | 12     |
| 28     | Oman                | 0   | 3       | 4      | 7      |
| 29     | Emirati Arabi Uniti | 0   | 1       | 3      | 4      |
| 30     | Guyana              | 0   | 1       | 2      | 3      |
| 30     | Suriname            | 0   | 1       | 2      | 3      |
| 32     | Gibuti              | 0   | 1       | 1      | 2      |
| 33     | Mali                | 0   | 1       | 0      | 1      |
| 33     | Uganda              | 0   | 1       | 0      | 1      |
| 35     | Afghanistan         | 0   | 0       | 6      | 6      |
| 36     | Costa d'Avorio      | 0   | 0       | 4      | 4      |
| 36     | Tagikistan          | 0   | 0       | 4      | 4      |
| 38     | Malaysia            | 0   | 0       | 2      | 2      |
| 38     | Yemen               | 0   | 0       | 2      | 2      |
| 40     | Libano              | 0   | 0       | 1      | 1      |
| Totale | Totale              | 268 | 268     | 350    | 886    |